# Питт, Майкл
Майкл Питт (англ. Michael Pitt, р. 10 апреля 1981, Уэст-Ориндж) — американский актёр и музыкант.

## Биография
Майкл Кармен Питт родился 10 апреля 1981 года в Вест-Ориндж, штат Нью-Джерси в семье Дональда Питта, автомеханика, и Элеоноры Кэрол (урожденной ДеМайо) Питт, официантки. У него есть две старшие сестры и один старший брат. Питт имеет итальянское и ирландское происхождение по материнской линии и английское происхождение по отцовской. К 16 годам Питт учился в трех или четырех разных средних школах, в том числе в католической средней школе Морриса, и посещал специальные классы, прежде чем в конечном итоге бросил учебу. Он также провел короткое время в Доме молодёжи округа Эссекс, центре содержания под стражей.

### Карьера
В 1999 году состоялся внебродвейский дебют в постановке The Trestle at Pope Lick Creek Нью-Йоркской театральной мастерской. Специалист по подбору актёров заметил его и порекомендовал на роль в телесериале «Бухта Доусона» («Лето наших надежд»).
После того, как он сыграл любовника рок-звезды транссексуала в фильме «Хедвиг и злосчастный дюйм» (2001), его стали приглашать на роли второго плана в крупных голливудских проектах, таких как «Садист» и «Отсчёт убийств». Впоследствии Майкл снялся в фильме Бернардо Бертолуччи «Мечтатели». Другая заметная роль досталась Питту в фильме Гаса Ван Сента «Последние дни», где он играл сидящего на героине суицидального гранж-музыканта, похожего на Курта Кобейна.
В 2007 году вышел фильм «Шёлк» по новелле Алессандро Барикко, главные роли в котором исполнили Майкл Питт и Кира Найтли. Как один из ведущих актёров, снимался в первом и втором сезонах сериала «Подпольная империя» (HBO).
Майкл Питт поёт и играет на гитаре в своей группе Pagoda.

### Личная жизнь
В 2005 году Питт рассказал, что он уже давно помолвлен с моделью Джейми Бочерт. Они расстались в 2014 году. Питт ранее был помолвлен с Азией Ардженто с 2003 по 2004 год.

## Фильмография
| Год       |     | Русское название                             | Оригинальное название                             | Роль                     |
| --------- | --- | -------------------------------------------- | ------------------------------------------------- | ------------------------ |
| 1998      | с   | Закон и порядок                              | Law & Order                                       | Энди                     |
| 1998      | ф   | Студия 54                                    | 54                                                | танцующий студент        |
| 1998      | ф   | Хочешь жить — умей вертеться                 | Hi-Life                                           | молодой парень           |
| 1999      | кор | Даже у домохозяек в Миннесоте есть эти грёзы | Even Housewives in Minnesota Have Those Daydreams | Пити                     |
| 1999—2000 | с   | Бухта Доусона                                | Dawson's Creek                                    | Генри Паркер             |
| 2000      | ф   | Найти Форрестера                             | Finding Forrester                                 | Джон Колридж             |
| 2001      | ф   | Хедвиг и злосчастный дюйм                    | Hedwig and the Angry Inch                         | Томми Гнозис             |
| 2001      | ф   | Садист                                       | Bully                                             | Дональд «Донни» Сименэк  |
| 2002      | ф   | Отсчёт убийств                               | Murder by Numbers                                 | Джастин Пендэлтон        |
| 2003      | ф   | Мечтатели                                    | The Dreamers                                      | Мэтью                    |
| 2003      | ф   | Глаза носорога                               | Rhinoceros Eyes                                   | Чип                      |
| 2003      | с   | Закон и порядок: Специальный корпус          | Law & Order: Special Victims Unit                 | Генри Бейкер             |
| 2003      | ф   | Уондерленд                                   | Wonderland                                        | Гофер                    |
| 2004      | ф   | Соблазн                                      | Jailbait                                          | Рэнди                    |
| 2004      | ф   | Цыпочки                                      | The Heart Is Deceitful Above All Things           | Бадди                    |
| 2004      | ф   | Таинственный лес                             | The Village                                       | Финтон Коин              |
| 2005      | ф   | Последние дни                                | Last Days                                         | Блэйк                    |
| 2005      | кор | Идеальный партнёр                            | Perfect Partner                                   | имя персонажа неизвестно |
| 2006      | ф   | Ястреб умирает                               | The Hawk Is Dying                                 | Фрэд                     |
| 2006      | ф   | Чокнутый                                     | Delirious                                         | Тоби Грейс               |
| 2007      | ф   | Шёлк                                         | Silk                                              | Эрве Жонкур              |
| 2007      | ф   | Забавные игры                                | Funny Games U.S.                                  | Пол                      |
| 2008      | кор | T снимает: комната 113                       | T Takes: Room 113                                 | гость в комнате 113      |
| 2008      | ф   | Чёрный Перикл                                | Pericle il Nero                                   | Фрэнк Уайт               |
| 2010—2011 | с   | Подпольная империя                           | Boardwalk Empire                                  | Джеймс (Джимми) Дармоди  |
| 2012      | ф   | Семь психопатов                              | Seven Psychopaths                                 | Ларри                    |
| 2014      | с   | Ганнибал                                     | Hannibal                                          | Мейсон Вёрджер           |
| 2014      | ф   | Гангста Love                                 | Rob the Mob                                       | Томми Ува                |
| 2014      | ф   | Я — начало                                   | I Origins                                         | Иэн Грей                 |
| 2014      | ф   | Наш запах                                    | The Smell of Us                                   | уличный музыкант         |
| 2015      | ф   | Асфальт                                      | Asphalte                                          | Джон Маккензи            |
| 2015      | ф   | Преступная деятельность                      | Criminal Activities                               | Зак                      |
| 2016      | ф   | Преступник                                   | Criminal                                          | Ян Струк «Голландец»     |
| 2017      | ф   | Призрак в доспехах                           | Ghost in the Shell                                | Кудзэ                    |
| 2018      | ф   | Детектив Чайнатаун 2                         | Detective Chinatown 2                             | доктор Джеймс Спрингфилд |
| 2019      | ф   | Повелители улиц                              | Run with the Hunted                               | Оскар                    |
| 2020      | ф   | Последние дни американской преступности      | The Last Days of American Crime                   | Кевин Кэш                |
| 2021      | с   | История Лизи                                 | Lisey's Story                                     | Эндрю Лэндон             |
|           | ф   | Тебе не победить                             | You Can't Win                                     | Джек Блек                |
| 2023      | ф   | Рептилии                                     | Reptile                                           | Илай Филлипс             |
| 2023      | ф   | Чёрные мухи                                  | Black Flies                                       |                          |